# شرمساح
شرمساح (انگلیسی: Sheremsah)، روستایی در نزدیکی نیل در فرمانداری دمیاط که نام آن به زبان مصری باستان بازمی‌گردد. این منطقه در جریان جنگ صلیبی پنجم تا هفتم در منابع به کار رفت.